# Cabezas del Villar (kommunhuvudort)
Cabezas del Villar är en kommunhuvudort i Spanien.   Den ligger i provinsen Provincia de Ávila och regionen Kastilien och Leon, i den centrala delen av landet, 130 km väster om huvudstaden Madrid. Cabezas del Villar ligger 1 045 meter över havet och antalet invånare är 419.
Terrängen runt Cabezas del Villar är platt åt nordväst, men åt sydost är den kuperad. Runt Cabezas del Villar är det mycket glesbefolkat, med 3 invånare per kvadratkilometer. Närmaste större samhälle är Macotera, 14,3 km norr om Cabezas del Villar. Omgivningarna runt Cabezas del Villar är huvudsakligen savann.